# シグナス NG-16
シグナス NG-16（英: Cygnus NG-16、以前はシグナス OA-16）は、ノースロップ・グラマンのシグナス無人宇宙補給機の16回目の飛行であり、NASAとの商業補給サービス（CRS-2）における15回目の国際宇宙ステーション（ISS）への飛行。このミッションは、ISSでの90日間（計画）のミッションに向けて、2021年8月10日 22:01:05 UTCに打ち上げられた。これは商業補給サービスフェーズ2（CRS-2）契約下での5回目のシグナスの打ち上げだった。
オービタルATK（現在のノースロップ・グラマン・イノベーション・システムズ）とNASAは共同で、ISSへの商業貨物補給サービスを行うための新しい宇宙輸送システムを開発した。商業軌道輸送サービス（COTS）計画のもと、オービタルATKが中型打ち上げ機のアンタレスと、パートナー企業のタレス・アレーニア・スペースが提供する与圧貨物モジュールと、オービタルGEOStar衛星バスを基にしたサービスモジュールを使用した先進的な宇宙船シグナスの設計、取得、建造および組み立てを行った。

## 来歴
シグナスNG-16は、商業補給サービスフェーズ2のもとで5回目のシグナスのミッションである。シグナス宇宙船の製造と統合はバージニア州ダレスで行われた。シグナス・サービス・モジュールは打ち上げ場で与圧貨物モジュールと結合され、ミッションはバージニア州ダレスと、テキサス州ヒューストンの管制センターから制御された。

## 宇宙船
このフライトは、拡張シグナスPCMの13回目の飛行である。ノースロップ・グラマンはこの宇宙船を、初のアジア系宇宙飛行士エリソン・オニヅカにちなんで名付けた。

## 積荷目録
シグナス宇宙船には3,723 kg (8,208 lb)の研究機材およびハードウェア、乗員の補給品が搭載されていた。
- 乗組員の補給物資：   1,396 kg (3,078 lb)
- 非与圧貨物：         48 kg (106 lb)
- 科学調査：           1,064 kg (2,346 lb)
- 船外活動装備：       15 kg (33 lb)
- 宇宙船ハードウェア： 1,037 kg (2,286 lb)
- コンピューター資材： 44 kg (97 lb)

SEOPSスリングショット展開システムが、2021年末にISSから係留を解かれたあとにCubeSatを500 km (310 mi)軌道に展開した。
NASAのマーシャル宇宙飛行センターが開発した次世代の空気ろ過装置である4ベッド二酸化炭素除去機がシグナス NG-16に搭載された。

## 研究
NASAグレン研究センター：
- 流動沸騰凝縮実験 (FBCE)
- 液体統合ラック（英語版）（FIR）の再構成

ケンタッキー大学：
- ケンタッキー再突入プローブ実験（KREPE）：この実験には超音速で大気圏に再突入する3個のカプセルが含まれている。この実験はNG-16の飛行の最後に行われた。各カプセルには再突入時の保護のために熱シールドが装備されていた。ミッションの目的は、それぞれの熱シールドから熱データを収集することにあった。

宇宙開発局：
- プロトタイプ赤外線ペイロード（PIRPL）：宇宙開発局（SDA）およびミサイル防衛局（MDA）向けにノースロップ・グラマンによって製造された実験的なミサイル追跡赤外線センサーで、SDAが計画した追跡レイヤーコンステレーションをサポートする[14]。大気圏に再突入する前に、シグナス NG-16は赤外線センサーを使用して観測するためにPIRPLを放出した。赤外線データは、技術者が次世代のミサイル追跡衛星を設計するために利用された。この技術実証は、中国とロシアが最近（2021年頃に）テストしたような極超音速ミサイルを、将来の米軍衛星がより適切に検出して追跡することに役立った[15]。

## ドッキング解除と離脱
2021年11月18日に、SPDM/デクスターがSTP-H6を、ExPRESS-3を把持し、船体状の外部ペイロード取り付け装置に取り付けた。2021年11月20日 16:01 UTCに地上の飛行管制官が、予めユニティモジュールの地球向きのポートからシグナス NG-16が外された後で、ノースロップ・グラマン・シグナス宇宙船をカナダアーム2ロボットアームから解放するコマンドを送った。解放時に、宇宙ステーションは南太平洋上空約420 km (260 mi)を飛行していた。シグナス宇宙船は、軌道実験室におよそ3,400 kg (7,500 lb)の科学調査機材と補給物資を輸送するために宇宙ステーションに到着して3ヶ月以上後に、無事に宇宙ステーションから出発した。出発後、シグナス内部に収納されていたケンタッキー再突入プローブ実験（KREPE）が地上でのシミュレーションでは再現が困難な場合がある大気圏再突入中の宇宙船の熱防護システム実証のための測定を行った。シグナスは2021年11月15日に軌道から離脱し、破壊的再突入を行うために軌道離脱エンジンが燃焼した後で宇宙ステーションの乗組員が詰め込んだ廃棄物で満たされた宇宙船が待機中で燃え尽きた。